# Naughty Girl (cântec de Beyoncé)
„Naughty Girl” este un cântec al interpretei americane Beyoncé Knowles. Acesta a fost compus de artistă în colaborare cu Scott Storch și Robert Waller și inclus pe materialul discografic de debut al solistei, Dangerously in Love. Înregistrarea a fost lansată ca cel de-al patrulea și ultimul single al albumului în prima jumătate a anului 2004.
Compoziția a fost apreciată într-un mod favorabil de critica de specialitate, o serie de critici notând folosirea influențelor de muzică arabă, felicitând totodată și interpretarea solistei. Pentru a crește notorietatea piesei, a fost filmat și un videoclip, regizat de Jake Nava, care a fost recompensat cu un premiu MTV Video Music Awards în 2004 la categoria „Cel mai bun videoclip feminin”. Scurtmetrajul îl prezintă și pe interpretul american Usher și este inspirat din filmul The Band Wagon, din anul 1953. Alături de elemente împrumutate din muzica arabă, Naughty Girl prezintă și influențe specifice muzicii hip-hop și dance, utilizând și o mostră din refrenul șlagărului din anul 1975 al Donnei Summer, „Love to Love You Baby”.
Asemeni predecesorului său, „Me, Myself and I”, cântecul a obținut succes în principala ierarhie americană, Billboard Hot 100 (avansând până pe locul al treilea) dar și într-o serie de clasamente adiționale ale aceleiași publicații. Înregistrarea a ocupat poziția secundă în Canada și s-a clasat între primele zece trepte ale listelor muzicale din Australia, Noua Zeelandă, Olanda, Polonia sau Regatul Unit și a devenit un șlagăr într-o serie de clasamente asiatice. Înregistrarea a activat și în alte clasamente, însă nu s-a ridicat la nivelul șlagărelor „Baby Boy” și „Crazy in Love” de pe același album.

## Informații generale și compunere
După lansarea celui de-al treilea album de studio al formației în care activase de la debut, Destiny's Child, Knowles a început să lucreze la un material pe cont propriu, asemeni celorlalte două artiste componente, Kelly Rowland și Michelle Williams. În urma acestui eveniment avea să rezulte compact discul Dangerously in Love, promovat după albumele lui Rowland – Simply Deep – și al lui Williams – Heart to Yours. Conform lui Beyoncé, materialul astfel creat reprezintă un produs mult mai personal față de discurile Destiny's Child, întrucât de această dată a compus doar pentru sine. În cadrul acestui proces creativ, ea l-a contactat pe producătorul canadian Scott Storch, care a compus o serie de șlagăre pentru albumul Christinei Aguilera, Stripped, dar și pe Robert Waller și pe textiera Angela Beyincé. Alături de aceștia, solista a pus bazele înregistrării „Naughty Girl”, alte două cântece produse de Storch fiind extrase pe disc single, „Baby Boy” și „Me, Myself and I”.
În cadrul sesiunii în care a fost compus „Naughty Girl”, Knowles și Storch au folosit o mostră din refrenul șlagărului din anul 1975 al Donnei Summer, „Love to Love You Baby”. Întrucât au fost folosite o parte din versurile originale ale piesei anterior menționate, atât Summer, cât și textierii Pete Bellotte și Giorgio Moroder au fost incluși pe lista contribuitorilor la realizarea cântecului inclus pe Dangerously in Love. De asemenea, împrumută elemente ale melodiei „Nasty Girl” a grupului The Vanity 6.
„Naughty Girl” a fost preluat de o serie de artiști cu diferite ocazii. Interpretul și textierul irlandez Roesy a realizat o versiune a cântecului ce a fost inclusă pe albumul Even Better Than the Real Thing Vol. 2, lansat în scop caritabil pe parcursul anului 2004, același material conținând și preluări ale unor șlagăre precum „Like I Love You” (de Justin Timberlake) sau „Toxic” (de Britney Spears). Richard Cheese and Lounge Against the Machine au abordat și ei compoziția pe discul lor din anul 2006, Silent Nightclub.

## Structura muzicală și versuri
„Naughty Girl” este un cântec pop scris într-o tonalitate minoră, prezentând totodată elemente specifice muzicii hip-hop și a celei dance. Suportul vocal este susținut integral de mezzo-soprana Beyoncé Knowles, interpretarea sa fiind în contrast cu cea emoțională susținută pe discul single precedent — „Me, Myself and I” — dar și dublată prin supraînregistrare. Ritmul melodiei include un număr restrâns de sincope, fiind făcându-se uz și de orchestre de coarde. Înregistrarea conține și armonii vocale, iar versurile au un conținut erotic. Compoziția prezintă totodată și influențe de muzică arabă, asemeni compoziției „Baby Boy”, cele două constituind elemente distinctive pe albumul de proveniență, întrucât acesta se concentrează în principal pe balade.

## Lansare și recenzii
„Naughty Girl” a fost lansat ca cel de-al patrulea și ultimul single al albumului Dangerously in Love în prima parte a anului 2004, prin intermediul casei de discuri Columbia Records, o parte componentă a Sony BMG. Inițial, piesa se dorea a fi lansată ca primul extras pe single al materialului, însă în final s-a optat pentru „Crazy in Love”. Compoziția a fost distribuită la nivel mondial prin intermediul compact discurilor, al discurilor de vinil și a descărcărilor digitale. De asemenea, în funcție de regiuni ea a fost comercializată în compania unor remixuri ale versiunii originale sau a unor piese adiționare, precum „I Know” în Belgia (de pe coloana sonoră a filmului Moștenire cu cântec) sau „Everything I Do” (o colaborare cu Bilal) în Statele Unite ale Americii.
Cântecul a fost aclamat de critica de specialitate, fiind recunoscut atât pentru influențele de muzică arabă folosite, cât și pentru interpretarea lui Knowles. În recenzia materialului de proveniență, Entertainment Weekly remarcă elementele de muzică arabă prezente pe înregistrare, cât și pe șlagărul „Baby Boy”, editorul Neil Drumming fiind însă de părere că artista „nu este suficient de convingătoare” în rolul său de „fată neascultătoare”, în timp ce Sal Cinquemani de la Slant Magazine o descrie ca fiind o „impresie convingătoare a Donnei Summer”. Altă apreciere vine din partea lui Lewis Dene, de la BBC Music, care consideră că solista pare „încrezătoare” în timp ce interpretează compoziția. De asemenea, Spencer D. (ce scrie pentru IGN) este de părere că artista „creează o aură de hipnotism”, un efect ce ia naștere în timpul versului „I'm feeling sexy...”. Alte recenzii favorabile au provenit din partea unor publicații precum New Musical Express sau Yahoo! Music. De asemenea, editorii website-ului UK Mix au comentat următoarele: „albumul de debut al domnișoarei Knowles, Dangerously in Love se poate să fi fost una dintre cele mai importante lansări ale anului trecut, dar nu este de negat faptul că majoritatea era compus preponderent din material de umplutură, decât din material interesant. Din fericire, «Naughty Girl» [...] reprezintă o excepție de la această regulă. [...] Nu este la fel de bun precum «Crazy in Love» (este ceva?), dar mult mai bun decât restul discurilor single aparținând lui Beyoncé de până acum”. În cadrul aceleiași prezentări s-a sugerat faptul că „deși sună precum «Baby Boy» tot este unul dintre acele cântece care îți rămân în minte pentru o perioadă îndelungată”.

## Ordinea pieselor pe disc
| Nr.                                  | Titlul                | Durată |
| ------------------------------------ | --------------------- | ------ |
| Descărcare digitală                  |                       |        |
| 01.                                  | „Naughty Girl” [A]    | 3:28   |
| EP distribuit în Australia și Belgia |                       |        |
| 01.                                  | „Naughty Girl” [A]    | 3:28   |
| 02.                                  | „Naughty Girl” [B]    | 3:47   |
| 03.                                  | „Naughty Girl” [C]    | 9:38   |
| 04.                                  | „I Know” [D]          | 3:32   |
| Disc single distribuit în S.U.A.     |                       |        |
| 01.                                  | „Naughty Girl” [A]    | 3:28   |
| 02.                                  | „Everything I Do” [B] | 4:21   |
| Disc single distribuit în Canada     |                       |        |
| 01.                                  | „Naughty Girl” [A]    | 3:30   |
| 02.                                  | „Naughty Girl” [B]    | 3:58   |
| 03.                                  | „Naughty Girl” [E]    | 7:21   |

| Nr.                                          | Titlul             | Durată |
| -------------------------------------------- | ------------------ | ------ |
| Disc single distribuit în Regatul Unit       |                    |        |
| 01.                                          | „Naughty Girl” [A] | 3:30   |
| 02.                                          | „Naughty Girl” [F] | 4:07   |
| Maxi single distribuit în Regatul Unit       |                    |        |
| 01.                                          | „Naughty Girl” [A] | 3:28   |
| 02.                                          | „Naughty Girl” [F] | 4:07   |
| 03.                                          | „Naughty Girl” [B] | 3:47   |
| 04.                                          | „Naive” [E]        | 3:43   |
| Disc single distribuit în Franța și Germania |                    |        |
| 01.                                          | „Naughty Girl” [A] | 3:28   |
| 02.                                          | „Naughty Girl” [G] | 3:56   |
| 03.                                          | „Naughty Girl” [B] | 3:50   |
| 04.                                          | „Naughty Girl” [H] | 3:27   |

Specificații
| - A ^ Versiunea de pe albumul de proveniență, Dangerously in Love. - B ^ Remix în colaborare cu Lil Kim. - C ^ Remix „Calderone Quayle Club Mix”. - D ^ Cântec inclus pe fața B. | - E ^ Remix „Calderone Quayle Naughty Dub”. - F ^ Remix în colaborare cu Lil Flip. - G ^ Remix „Calderone Quayle Club Mix Edit”. - H ^ Videoclip. |

## Videoclip
Materialul promoțional realizat pentru „Naughty Girl” a fost regizat de Jake Nava, filmat în octombrie 2003. cel care s-a ocupat și de scurtmetrajele filmate pentru primele două extrase pe single ale albumului de proveniență, „Baby Boy” și „Crazy in Love”. Videoclipul prezintă și o apariție din partea interpretului american de muzică R&B Usher, în compania căruia Knowles afișează o atitudine de fată neascultătoare, pentru a se potrivi cu versurile. Materialul promoțional este inspirat de dansul actorilor Cyd Charisse și Fred Astaire din pelicula The Band Wagon, din anul 1953. Conform partenerului din videoclip al artistei – Usher – scurtmetrajul reprezintă un omagiu adus celor mai buni cântăreți, dansatori și actori.
Videoclipul debutează cu prezentarea lui Knowles într-un club de noapte, unde realizează un scurt moment coregrafic înconjurată fiind de un zid de oglinzi, ulterior aflându-se în spatele unor perdele albe unde renunță treptat la haine. Ulterior ea este afișată în timp ce intră în același local, cu obiecte vestimentare diferite, fiind acompaniată de un grup de personaje de sex feminin. Concomitent, solista și Usher se observă reciproc, pentru ca mai apoi să înceapă realizarea unei coregrafii, alături de o serie de dansatoare de acompaniament. În cea de-a doua jumătate a videoclipului, Knowles este surprinsă într-un pahar cu șampanie de dimensiuni cu mult mai mari decât în mod regulat, pentru ca în final să fie afișată deasupra unui pian, de unde este coborâtă de un alt personaj masculin.
Scurtmetrajul s-a bucurat de succes în rândul programelor televizate. În cadrul emisiunii Total Request Live, găzduită de MTV, „Naughty Girl” a debutat pe locul zece în cadrul ierarhiei compilate în cadrul spectacolului (pe data de 22 martie 2004), pentru ca ulterior să obțină prima poziție. Materialul a activat în lista amintită timp de cincizeci de zile. Videoclipul a fost recompensat cu o statuetă în cadrul galei premiilor MTV Video Music Awards din anul 2004, la categoria „Cel mai bun videoclip feminin”, învingând competiția compusă din Alicia Keys, Britney Spears, Christina Aguilera și Jessica Simpson. Același trofeu a fost ridicat de Knowles și în anul precedent – 2003 – pentru șlagărul său „Crazy in Love”, „Naughty Girl” concurând și la categoriile „Cea mai bună coregrafie”, „Cel mai bun videoclip dance” și „Cea mai bună cinematografie”.

## Prezența în clasamente
„Naughty Girl” a debutat pe locul șaizeci și opt în Billboard Hot 100 și a obținut poziția cu numărul trei, zece săptămâni mai târziu. Acest lucru i-a adus lui Knowles cel de-al cincilea șlagăr de top 5 consecutiv din cariera sa independentă și cel de-al patrulea de pe albumul de debut, Dangerously in Love. Cântecul s-a bucurat de succes și într-o serie de ierarhii adiționale compilate de revista Billboard, printre care Billboard Hot Dance Club Play sau Billboard Hot R&B/Hip-Hop Songs, în prima reușind să ocupe treapta cu numărul unu. În Canada, compoziția a câștigat locul secund, asemeni lui „Crazy in Love” și lui „Baby Boy”. Discul single a primit un disc de aur în Statele Unite ale Americii pentru cele peste 500.000 de exemplare comercializate.
La nivel mondial, înregistrarea a activat mediocru în comparație cu șlagărele amintite anterior, asemeni predecesorului său („Me, Myself and I (cântec de Beyoncé)”), nereușind să obțină clasări de top 10 decât într-un număr restrâns de teritorii. Astfel, „Naughty Girl a ocupat locul șase în Noua Zeelandă și a debutat pe treapta a noua în Australia, unde a fost recompensat cu un disc de aur, pentru cele 35.000 de exemplare comercializate. Pe continentul european, prezențe notabile au fost câștigate în Olanda și Regatul Unit, în ultima compoziția reușind să o readucă pe Knowles în top 10, câștigându-i totodată cel de-al cincilea hit de acest fel. În United Word Chart, piesa urcat până pe treapta a șasea.

## Clasamente
| Țară (clasament)               | Poziția maximă | Referință |
| ------------------------------ | -------------- | --------- |
| Australia (ARIA Singles Chart) | 9              | [ 17 ]    |
| Austria (Ö3 Austria Top 40)    | 28             | [ 17 ]    |
| Belgia — Flandra (Ultratop)    | 14             | [ 64 ]    |
| Belgia — Valonia (Ultratop)    | 14             | [ 64 ]    |
| Brazilia (Brasil Hot 100)      | 26             | [ 65 ]    |
| Canada (Canoe JAM)             | 2              | [ 16 ]    |
| China (Top 40 Charts)          | 3              | [ 66 ]    |
| Danemarca (IFPI)               | 15             | [ 64 ]    |
| Elveția (Media Control)        | 18             | [ 64 ]    |
| Europa (APC Charts — Euro 200) | 8              | [ 67 ]    |
| Franța (SNEP)                  | 18             | [ 64 ]    |
| Germania (Media Control)       | 16             | [ 68 ]    |
| Grecia (Top 40 Charts)         | 11             | [ 69 ]    |
| India (Top 40 Charts)          | 1              | [ 70 ]    |
| Irlanda (IRMA)                 | 14             | [ 17 ]    |
| Italia (Top 40 Charts)         | 17             | [ 71 ]    |
| Japonia (Tokio Hot 100)        | 40             | [ 65 ]    |

| Țară (clasament)                       | Poziția maximă | Referință |
| -------------------------------------- | -------------- | --------- |
| Noua Zeelandă (RIANZ)                  | 6              | [ 17 ]    |
| Norvegia (VG Lista)                    | 14             | [ 64 ]    |
| Olanda (Dutch Top 40)                  | 10             | [ 17 ]    |
| Olanda (Dutch Mega Top 100)            | 14             | [ 64 ]    |
| Polonia (Hit FM)                       | 1              | [ 18 ]    |
| Regatul Unit (OCC — UK R&B Chart)      | 3              | [ 72 ]    |
| Regatul Unit (OCC — UK Singles Chart)  | 10             | [ 62 ]    |
| România (Romanian Top 100)             | 41             | [ 73 ]    |
| Spania (Top 40 Charts)                 | 19             | [ 74 ]    |
| S.U.A. (Billboard Hot 100)             | 3              | [ 75 ]    |
| S.U.A. (Billboard Pop Songs)           | 2              | [ 75 ]    |
| S.U.A. (Billboard Hot Dance/Club Play) | 1              | [ 75 ]    |
| S.U.A. (Billboard Hot R&B Songs)       | 8              | [ 75 ]    |
| S.U.A. (Billboard Hot Airplay)         | 3              | [ 75 ]    |
| Suedia (Sverigetopplistan)             | 32             | [ 64 ]    |
| Taiwan (Top 40 Charts)                 | 6              | [ 76 ]    |
| United World Chart (Media Traffic)     | 6              | [ 63 ]    |

## Versiuni existente
| - „Naughty Girl” (versiunea de pe albumul Dangerously in Love) - „Naughty Girl” (remix în colaborare cu Lil Kim) - „Naughty Girl” (remix „Calderone Quayle Club Mix) | - „Naughty Girl” (remix „Calderone Quayle Naughty Dub”) - „Naughty Girl” (remix în colaborare cu Lil Flip) - „Naughty Girl” (remix „Calderone Quayle Club Mix Edit”) |

## Datele lansărilor
| Țara         | Data lansării    | Casă de discuri  | Format         | Referințe |
| ------------ | ---------------- | ---------------- | -------------- | --------- |
| S.U.A.       | 17 martie 2004   | Columbia Records | difuzare radio | [ 1 ]     |
| S.U.A.       | 30 martie 2004   | Columbia Records | disc single    | [ 2 ]     |
| Canada       | 30 martie 2004   | Columbia Records | disc single    | [ 77 ]    |
| Regatul Unit | 5 aprilie 2004   | Columbia Records | disc single    | [ 78 ]    |
| Franța       | 16 aprilie 2004  | Columbia Records | disc single    | [ 79 ]    |
| Regatul Unit | 20 aprilie 2004  | Columbia Records | disc de vinil  | [ 80 ]    |
| S.U.A.       | 20 aprilie 2004  | Columbia Records | disc de vinil  | [ 3 ]     |
| Australia    | 23 aprilie 2004  | Columbia Records | disc single    | [ 8 ]     |
| Europa       | 15 ianuarie 2004 | Columbia Records | disc single    | [ 81 ]    |

## Certificări și vânzări
| \| Țara \| Vânzări/ puncte \| Certificare \| Referințe \| \| ------------------ \| --------------- \| ----------- \| --------- \| \| Australia \| +35.000 \| \| [61] \| \| Statele Unite \| +500.000 \| \| [59] \| \| United World Chart \| +2.760.000 \| \| [82] \| | Note - reprezintă „disc de aur”; - reprezintă „disc de platină”; |             |           |
| Țara | Vânzări/ puncte                                                  | Certificare | Referințe |
| Australia | +35.000                                                          |             | [ 61 ]    |
| Statele Unite | +500.000                                                         |             | [ 59 ]    |
| United World Chart | +2.760.000                                                       |             | [ 82 ]    |